# Rolf Sørensen
Rolf Sørensen (Gladsaxe, Municipi de Gladsaxe, 30 d'abril de 1965) és un ciclista danès, ja retirat, que fou professional entre 1986 i 2002. És fill del també ciclista Jens Sørensen.
Sørensen és un dels ciclistes danesos amb millor palmarès internacional, especialment en les clàssiques. Guanyà el Tour de Flandes, la Lieja-Bastogne-Lieja, la París-Brussel·les (dos cops), la París-Tours i Milà-Torí, així com d'altres curses menors, com la Coppa Bernocchi (dos cops) i el Gran Premi de Frankfurt. Va liderar la Copa del món de ciclisme en diverses ocasions, acabant segon el 1991 i el 1997.
Va guanyar una etapa al Tour de França de 1994 i 1996 i va portar el mallot groc durant quatre etapes el 1991, després que el seu equip guanyés la contrarellotge per equips. Una inoportuna caiguda li provocà el trencament de la clavícula i es veié obligat a abandonar.
Al Giro d'Itàlia també guanyà una etapa el 1995. El 1996 guanyà la medalla de plata als Jocs Olímpics d'Atlanta en la cursa en línia.
El 2013 va reconèixer haver consumit substancies dopants durant la seva carrera esportiva, habitualment EPO i de manera esporàdica cortisona.

## Palmarès
- 1985
  - Vencedor d'una etapa del Giro de les Regions
- 1986
  -  Campió de Dinamarca de ciclisme en ruta
  - 1r a la Scandinavian Open Road Race
- 1987
  - 1r a la Tirrena-Adriàtica i vencedor d'una etapa
  - 1r al Gran Premi Pino Cerami
- 1988
  - 1r al Gran Premi Ciutat de Camaiore
  - Vencedor d'una etapa de la Setmana Internacional Coppi i Bartali
  - Vencedor d'una etapa de la Volta a Dinamarca
  - Vencedor d'una etapa de la Schwanenbrau Cup
- 1989
  - 1r a la Coppa Bernocchi
  - 1r al Giro de l'Etna
  - 1r al Trofeu Pantalica
  - 1r a l'Omloop van de Vlasstreek
- 1990
  - 1r a la París-Tours
  - 1r al Trofeu Laigueglia
  - 1r a la Setmana Internacional Coppi i Bartali i vencedor d'una etapa
- 1991
  - Vencedor d'una etapa de la Volta a Suïssa
- 1992
  - 1r a la Tirrena-Adriàtica i vencedor d'una etapa
  - 1r a la París-Brussel·les
  - Vencedor d'una etapa de la Hofbrau Cup
- 1993
  - 1r a la Lieja-Bastogne-Lieja
  - 1r a la Coppa Bernocchi
  - 1r a la Milà-Torí
  - 1r al Gran Premi de Frankfurt
  - 1r al Sis dies de Copenhaguen (amb Jens Veggerby)
  - Vencedor de 3 etapes del Tour de Romandia
  - Vencedor de 2 etapes de la Volta a Euskadi
  - Vencedor d'una etapa de la Tirrena-Adriàtica
  - Vencedor d'una etapa de la Volta a Suïssa
- 1994
  - 1r a la París-Brussel·les
  - 1r al Trofeu Laigueglia
  - 1r al Trofeu Matteotti
  - Vencedor d'una etapa del Tour de França
- 1995
  - Vencedor d'una etapa del Giro d'Itàlia
  - Vencedor d'una etapa de la Volta a Luxemburg
  - Vencedor d'una etapa de la Volta a Euskadi
- 1996
  - 1r a la Volta als Països Baixos i vencedor d'una etapa
  - 1r a la Kuurne-Brussel·les-Kuurne
  - Vencedor d'una etapa del Tour de França
  - Vencedor d'una etapa de la Tirrena-Adriàtica
  - Vencedor d'una etapa de la Volta a Dinamarca
- 1997
  - 1r al Tour de Flandes
  - Vencedor d'una etapa de la Tirrena-Adriàtica
- 1998
  - 1r a la Volta als Països Baixos
  - Vencedor d'una etapa de la Tirrena-Adriàtica
- 1999
  - Vencedor d'una etapa de la Volta a Dinamarca
  - Vencedor d'una etapa del Regio Tour International
- 2000
  - 1r a la Volta a Dinamarca

### Resultats al Tour de França
- 1991. Abandona (5a etapa). Porta el mallot groc durant 4 etapes
- 1992. Abandona (2a etapa)
- 1993. 70è de la classificació general
- 1994. 19è de la classificació general. Vencedor d'una etapa
- 1996. 28è de la classificació general. Vencedor d'una etapa
- 1997. 68è de la classificació general
- 2001. 141è de la classificació general

### Resultats al Giro d'Itàlia
- 1988. 42è de la classificació general
- 1989. Abandona
- 1990. 76è de la classificació general
- 1994. 30è de la classificació general
- 1995. 61è de la classificació general. Vencedor d'una etapa
- 2002. 124è de la classificació general

### Resultats a la Volta a Espanya
- 1998. 59è de la classificació general
- 1999. Abandona